# 회색 인간
《회색 인간》은 김동식이 집필한 대한민국의 소설 작품이다. 
2017년 12월 27일 요다에서 출간되었으며, 회색 인간 외 23편의 단편소설을 수록하고 있는 단편소설집이다. 김동식 소설가의 데뷔작이며, 회색 인간 외 23편의 단편소설을 수록하고 있는 단편소설집이다.
2018 평택시 올해의 한 책에 선정되었으며 대만과 러시아, 일본에서도 출간되었다. 2024년 100쇄를 출간했다.